# سیارک ۳۲۲۲۲
سیارک ۳۲۲۲۲ (به انگلیسی: 32222 Charlesvest، نامگذاری:2000OD23) سی و دو هزار و دویست و بیست و دومین سیارک کشف شده‌است که در ۲۳ ژوئیه ۲۰۰۰ کشف شد.